# Comuna Neresnîțea, Teceu
Neresnîțea (în ucraineană Нересниця) este o comună în raionul Teceu, regiunea Transcarpatia, Ucraina, formată din satele Neresnîțea (reședința) și Pidpleșa.

## Demografie
Componența lingvistică a comunei Neresnîțea
     Ucraineană (99%)
     Alte limbi (0,94%)
Conform recensământului din 2001, majoritatea populației comunei Neresnîțea era vorbitoare de ucraineană (99%), existând în minoritate și vorbitori de alte limbi.